# Andreas Kofler

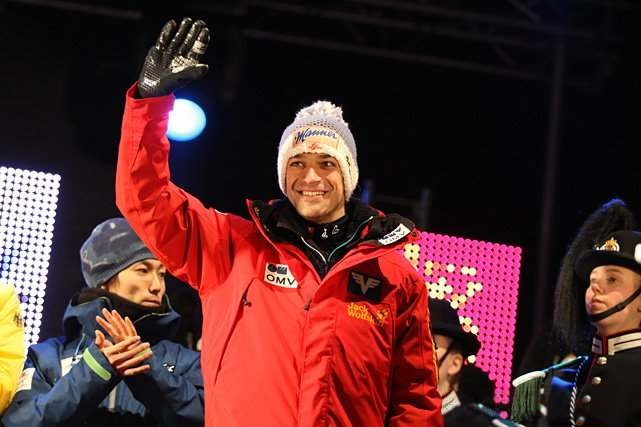
Andreas Kofler efter individuella tävlingen i Skidflygnings-VM 2012 i Vikerund

Andreas Kofler, född 17 maj 1984 i Innsbruck, är en österrikisk backhoppare. Kofler har segrat i Skid-VM, olympiska spelen, VM i skidflygning och i tysk-österrikiska backhopparveckan. Han representerar SV Innsbruck-Bergisel.

## Karriär
Världscupen
Andreas Kofler debuterade i världscupen i Kuusamo i Finland 29 november 2002. Han var på prispallen i en deltävling i världscupen i Titisee-Neustadt i Tyskland 15 december 2002 då han blev nummer tre. Hans första seger kom i Willingen i Tyskland 4 februari 2006. Kofler har hittills (2012) tävlat 10 säsonger i världscupen. Han har 10 individuella segrar och 14 lagsegrar i världscuptävlingar. Bästa sammanlagt resultat fick han i säsongen 2011/2012 då han blev nummer tre, efter Anders Bardal från Norge och landsmannen Gregor Schlierenzauer. 6 gånger har Kofler varit bland de tio bästa sammanlagt i världscupen.
Tysk-österrikiska backhopparveckan
Kofler startade i tysk-österrikiska backhopparveckan första gången i Oberstdorf i Tyskland 29 december 2002. Han blev då nummer 5. I avslutningstävlingen i Bischofshofen blev han nummer tre. Sammanlagt säsongen 2002/2003 blev han nummer 4 efter Janne Ahonen från Finland, Sven Hannawald från Tyskland och Adam Małysz från Polen. Första delsegern i backhopparveckan kom 29 december 2009 i Oberstdorf. Han vann backhopperveckan totalt säsongen 2009/2010 före Janne Ahonen och landsmannen Wolfgang Loitzl. Säsongen 2010/2011 blev Kofler nummer 8 sammanlagt och 2011/2012 säkrade Kofler en österrikisk trippel sammanlagt då han blev nummer 3, efter landsmännen Gregor Schlierenzauer och Thomas Morgenstern.
Olympiska spelen
Vid de olympiska vinterspelen 2006 i Turin i Italien blev Kofler nummer 11 i normalbacken. Han blev silvermedaljör i stora backen endast 0,1 poäng efter lagkamraten Thomas Morgenstern. Vid samma olympiska spel vann han med laget (Andreas Widhölzl, Andreas Kofler, Martin Koch och Thomas Morgenstern guldmedaljen i normalbacken, före Finland och Norge.
Andreas Kofler deltog även i OS 2010 i Vancouver i Kanada. Här kom han på en delad nittonde plats i normalbacken och en fjärdeplats i stora backen. Simon Ammann från Schweiz vann båada tävlingarna före Adam Małysz och Gregor Schlierenzauer. Kofler var 3,0 poäng efter guldvinnaren Ammann och endast 1,0 poäng från en bronsmedalj. I lagtävlingen vann Kofler en ny olympisk guldmedalj med österrikiska laget (Wolfgang Loitzl, Andreas Kofler, Thomas Morgenstern och Gregor Schlierenzauer), med god marginal före Tyskland och Norge.
Skid-VM
Kofler startade i sitt första skid-VM i Val di Fiemme i Italien 2003. Han deltog i lagtävlingen och blev nummer 5. 2007 blev han med laget guldmedaljör vid världsmästerskapet i Sapporo i Japan. Österrike vann före Norge och Japan. I de individuella tävlingarna blev han nummer 6 i normalbacken och nummer 8 i stora backen.
Under skid-VM 2011 i Oslo i Norge tävlades det individuellt och lag i båda backarna. I normalbacken (Midtstubakken) vann Kofler en silvermedalj i den individuella tävlingen. Han var 9,1 poäng efter guldvinnande landsmannen Thomas Morgenstern. I lagtävlingen vann han guld tillsammans med Gregor Schlierenzauer, Martin Koch och Thomas Morgenstern. I stora backen (Holmenkollbakken) blev Kofler nummer 4 i den individuella tävlingen. Han var 7,9 poäng efter guldvinnaren Gregor Schlierenzauer och 4,7 poäng från att säkra Österrike en trippelseger. I lagtävlingen i stora backen vann österrikarna åter guld, före Norge och Slovenien. Kofler förbättrade sin backrekord i Holmenkollen under lagtävlingen från 139,5 meter till 141 meter. 
VM i skidflygning
Andreas Kofler var med i sitt första VM i skidflygning på hemmaplan i Kulm i Bad Mitterndorf 2006. Där blev han nummer 14 individuellt och nummer 4 i lagtävlingen. Under skidflygnings-VM 2008  i Heini Klopfer-backen i Oberstdorf, blev Kofler nummer 16 individuellt. I lagtävlingen vann österrikarna guldet med god marginal före Finland (76,3 poäng efter) och Norge (100,1 poäng efter).
I Världsmästerskapen i skidflygning i Vikersund 2012 blev Andreas Kofler världsmästare i laghoppningen tillsammans med lagkompisarna Thomas Morgenstern, Gregor Schlierenzauer och Martin Koch. Österrikarna var 23,2 poäng före Tyskland och 68,0 poäng före Slovenien. Kofler satte personbästa i Vikersundbacken då han hoppade 233 meter.
Andra tävlingar
Andreas Kofler har nio säsonger i Sommar-Grand-Prix. Bästa resultat fick han 2006 då han blev nummer 6 sammanlagt. Han har två delsegrar i Sommar-Grand-Prix. I Nordiska turneringen blev han nummer två totalt 2006.

## Annat
Andreas Kofler startade 2007 en fyraårig polisutbildning som en del av ett program för aktiva idrottsutövare. Han tog sin examen maj 2011 och är färdigutbildad polis.

## Utmärkelser
- 2006: Goldenes Ehrenzeichen für Verdienste um die Republik Österreich